# گژگوش پیراموویچ
گِژِگوش پیراموویچ (لهستانی: Grzegorz Piramowicz؛ ‏ [ˈɡʐɛɡɔʂ]؛ ‏ ۲۵ نوامبر ۱۷۳۵ – ۱۴ نوامبر ۱۸۰۱) فیلسوف، شاعر، آموزگار و کشیش کاتولیک ارمنی‌تبار اهل لهستان بود. وی یکی از اعضای «کمیسیون ملی آموزش» و «جامعهٔ کتاب‌های درسی ابتدایی» و یکی از پایه‌گذاران «انجمن دوستداران قانون اساسی» بود.

## زندگی‌نامه
وی با نام اصلی گریگور هاکوبی پیرومیان (ارمنی: Գրիգոր Հակոբի Փիրումյան) در یک خانواده بازرگان ارمنی در ۲۵ نوامبر ۱۷۳۵ در لووف، مشترک‌المنافع لهستان–لیتوانی به دنیا آمد و در کالج یسوعیان تصحیل نمود. وی در ۱۴ نوامبر ۱۸۰۱ در سن ۶۵ سالگی در میندسیژتس پودلاسکی، لهستان درگذشت.